# Aljaksandr Andryjeuski
Aljaksandr Leanidawitsch Andryjeuski (belarussisch Аляксандр Леанідавіч Андрыеўскі, russisch Александр Леонидович Андриевский/Alexander Leonidowitsch Andrijewski; * 10. August 1968 in Minsk, Weißrussische SSR) ist ein ehemaliger belarussischer Eishockeyspieler und heutiger -trainer, der während seiner Karriere unter anderem ein Spiel für die Chicago Blackhawks in der National Hockey League absolvierte, die ihn im NHL Entry Draft 1991 in der zehnten Runde an Position 220 auswählten. Er spielte auch in der Deutschen Eishockey Liga für die Krefeld Pinguine und Revierlöwen Oberhausen. Außerdem war er belarussischer Nationalspieler und spielte für die belarussische Eishockeynationalmannschaft bei den Weltmeisterschaften 1998–2001, der C-Weltmeisterschaft 1995, den B-Weltmeisterschaften 1996 und 1997 sowie bei den Olympischen Spielen 1998 und 2002.

## Karriere als Spieler
Andryjeuski begann seine Karriere in der Saison 1984/1985 bei HK Dinamo Minsk in der Wysschaja Liga. Für Minsk spielte er fünf Jahre, ehe er innerhalb der Liga für zwei Saisons zum HK Dynamo Moskau wechselte. 1991/1992 absolvierte er auch ein Spiel in der Nationalliga A für den HC Fribourg-Gottéron, ging aber zur folgenden Saison nach Nordamerika, wo er einmal für die Chicago Blackhawks in der National Hockey League eingesetzt wurde. In den USA spielte er aber ansonsten bis zum Ende der Saison 1993/1994 ausschließlich in der IHL für die Mannschaften der Indianapolis Ice und Kalamazoo Wings. 1994/1995 spielte er zunächst 10 Spiele für seinen Heimatverein Dinamo Minsk in der Superliga, wechselte dann aber noch in der Saison in die SM-liiga zu HPK Hämeenlinna, wo er bis zum Ende der Saison 1997/1998 blieb. Ab 1995 spielte er auch in der belarussischen Nationalmannschaft, deren Kader er bis 2002 angehörte.
In der Saison 1998/1999 spielte er in Italien für den HC Bozen in der Serie A, aber auch in der Alpenliga und der European Hockey League, sowie in Deutschland 13 Spiele für die Krefeld Pinguine in der DEL. In der folgenden Saison spielte er zunächst für den EHC Neuwied in der 2. Bundesliga. Während der Saison stellte der EHC einen Insolvenzantrag und Andryjeuski beendete die Saison bei den Revierlöwen Oberhausen in der DEL, für die er bis zum Ende der Saison 2000/2001 spielte. Im Anschluss daran, unterschrieb er einen Zweijahresvertrag bei Chimik Woskressensk (Wysschaya Liga), wechselte aber noch in der Saison 2002/2003 zurück nach Deutschland, um die Saison beim EHC Freiburg in der 2. Bundesliga zu beenden. 2003/2004 spielte er für HK Homel in der East European Hockey League und der Extraliga, ehe er seine Karriere 2004/05, erneut für seinen Heimatverein Dinamo Minsk spielend, beendete.

## Karriere als Trainer
Aljaksandr Andryjeuski begann seine Trainerkarriere beim HK Dinamo Minsk in der Saison 2006/07, als dieser noch in Belarus spielte. Anschließend war er ab 2008 in der gleichen Position beim HK Homel tätig.
Vom 20. Oktober 2009 bis April 2010 war Andryjeuski erneut Cheftrainer des HK Dinamo Minsk.
Ab 2010 war er Assistenztrainer bei Dinamo, wurde aber im Oktober 2012 zum Cheftrainer befördert, nachdem Kari Heikkilä aufgrund von Erfolglosigkeit entlassen worden war. Während der Saison 2013/14, Ende November 2013, wurde Andryjeuski von seiner Tätigkeit freigestellt und durch seinen Assistenztrainer Ľubomír Pokovič ersetzt.
2014 kehrte er zum HK Homel zurück und betreute das Team bis zum Ende der Saison 2014/15. Anschließend wurde er von Admiral Wladiwostok als Cheftrainer verpflichtet und war dort bis Oktober 2017 verantwortlicher Trainer. In der Saison 2018/19 war er Cheftrainer beim HK Sibir Nowosibirsk, anschließend zwischen Oktober 2019 und Oktober 2020 in gleicher Position beim HK Sotschi. Seit August 2021 ist er erneut Cheftrainer bei Admiral Wladiwostok.

## Erfolge und Auszeichnungen
- Sowjetischer Meister 1991 mit Dynamo Moskau
- GUS-Meister 1992 mit Dynamo Moskau
- Belarus’ Eishockeyspieler des Jahres 1996
- Bronze (3. Platz) in der SM-liiga 1997 mit HPK Hämeenlinna
- Meister 2. Bundesliga 2003 mit dem EHC Freiburg
- Spengler Cup Sieger mit dem HK Dynamo Minsk (als Trainer)